# Lovesick (2014)
Lovesick é um filme de comédia estadunidense de 2014 dirigido por Luke Matheny e escrito por Dean Young. O filme é estrelado por Matt LeBlanc, Ali Larter, Rachael Harris, Chevy Chase, Ashley Williams e Kristen Johnston. O filme foi lançado em 6 de fevereiro de 2015, pela Gravitas Ventures.

## Sinopse
É a história de Charlie Darby, que tem tudo a seu favor: um ótimo trabalho, amigos, família, o pacote completo. A única coisa que Charlie não tem é amor, porque toda vez que ele se aproxima, fica clinicamente louco. Quando ele conhece a garota perfeita, Charlie deve superar sua psicose para reivindicar sua chance de amor verdadeiro.

## Elenco
- Matt LeBlanc como Charlie Darby
- Ali Larter como Molly Kingston
- Rachael Harris como Roberta
- Chevy Chase como Lester
- Ashley Williams como Felecia
- Kristen Johnston como Katherine
- Carsen Warner como Timmy Clark
- Adam Rodríguez como Jason
- Brian Drolet como Josh
- Jennifer Rhodes como Mary Kingston
- Louise Griffiths como Jacinda
- Scott Michael Morgan como Will
- Elizabeth Ho como Tanya
- Raymond Ochoa como Shane
- Connie Sawyer como Nana Bebe
- Tatyana Ranson como estudante
- Rebecca Gibson como Bee

## Lançamento
Lovesick estreou em 24 de abril de 2014, na noite de abertura do 15ª Newport Beach Film Festival.

## Recepção
Lovesick recebeu críticas mistas dos críticos. No Rotten Tomatoes, o filme tem uma avaliação de 29% com base em 14 resenhas, com uma avaliação de 2.87/10.  No Metacritic, o filme tem uma pontuação de 31 de 100, com base em 6 críticos, indicando "críticas geralmente desfavoráveis".